# Georges Tarabichi
Georges Tarabichi (Alepo, 1939-París, 16 de marzo de 2016) fue un filósofo, escritor, crítico y traductor sirio. Se licenció en Filología árabe, con máster en educación por la Universidad de Damasco. 
Fue director general de la radio de Damasco (1963-1964), editor de las revistas "Estudios Árabes" (1972-1984) y "La unión" (1984-1989).
Vivió en Líbano antes de la Guerra civil y se trasladó desde allí a Francia, donde vivió el resto de su vida.
Tradujo más de 200 libros de diferentes autores: Sartre, Freud, Hegel, Roger Garaudy, Simone de Beauvoir, entre otros.
Dedicó más de 15 años a su proyecto Crítica de la crítica de la razón árabe donde realiza una crítica al proyecto La crítica de la razón árabe, del filósofo marroquí Muhamed Abed Alyabiry, que se puede considerar como una lectura detallada del patrimonio filosófico griego y europeo, y del patrimonio árabe-musulmán tanto filosófico como religioso.
En su libro Destinos de la filosofía entre el cristianismo y el Islam, Tarabichi (de familia cristiana), critica a filósofos de origen musulmán como Alyabiri, Abd Alrahman Badawi, y Ahmad Amin, quienes adoptaron la idea del orientalismo: que el Islam nunca tuvo lo que se puede denominar Filosofía, y que el cristianismo fue quien siempre la tuvo y la alimentó, recordando detalladamente y con numerosos ejemplos el sufrimiento de la filosofía bajo la autoridad del cristianismo.

## Obras
- La obsesión por occidente (2008).
- Herejías: sobre democracia, laicismo, modernidad y oposición árabe (2006).
- La teoría de la razón árabe: Crítica de la crítica de la razón árabe (parte 1).
- Problemas de la razón árabe: Crítica de la crítica de la razón árabe (parte 2) (2002).
- La unidad de la razón árabe: Crítica de la crítica de la razón árabe (parte 3).
- La razón despedida en el Islam: Crítica de la crítica de la razón árabe (parte 4) (2004).
- El genocidio del patrimonio en la cultura árabe contemporánea.
- Destinos de la filosofía entre el cristianismo y el Islam.
- Del renacimiento hasta la apostasía: el desgarro de la cultura árabe en la era de la globalización.
- Los intelectuales árabes y el patrimonio: el psicoanálisis de una psiconeurosis colectiva (1991).
- Oriente y Occidente, masculinidad y feminidad
- Complejo de Edipo en la literatura árabe (1982).
- El machismo y la ideología del machismo en la literatura árabe (1983).
- Dios en el viaje alegórico de Nayib Mahfuz (1973).
- El juego del sueño y la realidad: un estudio de la obra de Tawfik Al-hakim (1972).
- La literatura desde dentro (1978).
- La representación de la mujer en la literatura árabe (1981).
- Mujer contra la feminidad: un estudio de la obra de Nawal Al-sadawi a la luz del psicoanálisis (1984).
- La teoría del nacionalismo árabe y el estado patriótico (1982).
- El marxismo y la ideología (1971).
- Sartre y el marxismo (1963).
- El marxismo y el nacionalismo (1969).
- El conflicto entre China y la Unión Soviética (1969).
- La estrategia clasista de la revolución (1970).